# Srey Santhor (district)
Le District de Srey Santhor est situé dans la province de Kampong Cham, au Cambodge. Le chef-lieu est Srey Santhor. Srey Santhor est dans le sud de la province et borde les provinces de Kandal et de Prey Veng.
Depuis l'ouverture du pont dans le district voisin de Khsach Kandal, la route directe pour Phnom Penh évite de prendre un ferry. 

## Inondations en 2000
La plus grande partie du district de Srey Santhor est une plaine très basse, parallèle au Mékong et normalement inondée chaque année. Mais entre juillet et novembre 2000, les crues étaient exceptionnelles, les provinces bordant le Mékong ont été inondées de façon catastrophique, le Cambodge a connu ses pires inondations en 70 ans et 95 % de la culture de riz a été perdue.

## Administration
| Commune         | Villages |
| --------------- | --- |
| Baray           | Sya Boeng Veaeng, Sya Ampil, Banteay, Kamphlak |
| Chi Bal         | Khnor Doung, Slaeng, Chi Bal, Tang Krang, Khyaong |
| Khnar Sa        | Angk, Kngaok, Treas, Khnar Sa, Ampil |
| Kaoh Andaet     | Kbal Kaoh, Kokir, Chong Kaoh, Krouch Saeuch |
| Mean Chey       | Veal, Moan Dab Leu, Moan Dab Kraom, Kaoh Kou, Chey, Samraong, Pok Paen |
| Pteah Kandal    | Ou Leav, Phteah Kandal Leu, Phteah Kandal Kraom, Chong Boeng Krau |
| Pram Yam        | Pram Yam, Kdei Thkar, Cheung Doek, Chi Pray |
| Preaek Dambouk  | Ta Kay, Ta Meun, Ta Mol, Chong Boeng Knong, Preaek Dambouk Kraom, Preaek Dambouk Leu, Svay Mu, Ampil, Phteah Veal |
| Preaek Pou      | Roka Tvear, Preaek Pou Leu, Preaek Pou Kraom, Chras, Prathnal, Kouk Char, Santey, Thma Da, Turi Leu, Turi Kandal, Turi Kraom, Prey Tbeh                                                                               |
| Preaek Rumdeng  | Kser, Ou Lang, Tnaot Ka, Tnaot Kha, Preaek Rumdeng Ka, Preaek Rumdeng Kha, Preaek Rumdeng Kho, Preaek Ouv Chrueng Ka, Preaek Ouv Chrueng Kha, Svay Ta Noan Ka, Svay Ta Noan Kha, Kampong Pnov, Ta Koch, Ta Ngak Thmei |
| Ruessei Srok    | Tnaot Kraom, Prey Totueng, Ruessei Srok, Tnaot Leu |
| Svay Pou        | Pou, Svay, Chi Pao, Teahean, Trea, Khvet |
| Svay Sach Phnum | Svay Leu, Svay Kandal, Svay Tboung, Svay Kraom |
| Tong Tralach    | Tong Tralach, Boeng Ting, Khting, Chonloat Dai |